# Царицыно (озеро)
Царицыно озеро — озеро, расположенное в Тихвинском районе Ленинградской области в нескольких километрах к северу от Тихвина. Территория возле озера является курортной. Данное название также носит одноимённый посёлок вблизи озера (Царицыно Озеро).

## Общие факты
На берегу озера располагается Детский оздоровительный лагерь «Огонёк».
Долгое время там же располагалась Тихвинская школа-интернат Мурманского УО.
Во время русско-шведской войны в 1613 году в лесах в районе озера скрывалась четвёртая жена Ивана Грозного Анна Колтовская, бывшая в то время настоятельницей Введенского Тихвинского девичьего монастыря.

## Фото

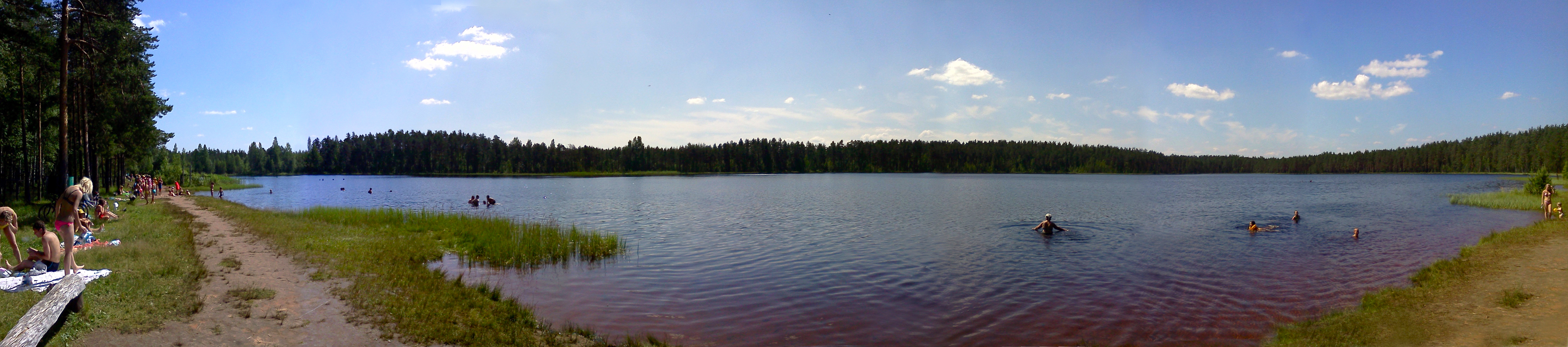
Панорама озера